# Tiếng gọi từ vì sao xa
Hoshi no Koe (ほしのこえ "Tiếng gọi của vì sao") là một anime OVA đạo diễn bởi Shinkai Makoto. Chuyện phim mô tả một mối quan hệ cách biệt không thời gian của hai người bạn. Tiểu thuyết light novel của đồng tác giả giữa Shinkai Makoto và Ooba Waku được cấp phép bản quyền chính thức tại Việt Nam dưới tên gọi Tiếng gọi từ vì sao xa dựa theo tựa đề tiếng Anh là Voices of a Distant Star, phát hành bởi IPM vào ngày 9 tháng 9 năm 2016.

## Cốt truyện
Nagamine Mikako và Terao Noboru là bạn thân của nhau, học chung một trường cấp 2. Một ngày nọ, Mikako, được Quân đội Không gian Liên Hợp Quốc (UN) gọi đi chiến đấu chống lại nhóm sinh vật ngoài hành tinh gọi là Tarsian, tên gọi theo khu vực Tharsis trên sao Hoả. Là một Phi công Đặc vụ, Mikako lái con robot Tracer, một binh đoàn chiến đấu của con tàu vũ trụ Lysithea. Noboru ở lại Trái Đất một mình và tiếp tục liên lạc với Mikako bằng email trong điện thoại.
Khi Lysithea ngày càng di chuyển xa Trái Đất, quá trình liên lạc giữa hai người càng mất nhiều thời gian hơn. Email từ Mikako phải mất rất lâu để tới được điện thoại của Noboru do chênh lệch không thời gian.
Phim kể chuyện bắt đầu ở thời điểm năm 2047. Mikako đang ở một mình trong một thành phố hoang vu, trống trải, cố gắng liên lạc mọi người bằng di động. Tại một phòng học, Mikako đã gọi cho Noboru nói "Noboru. Tớ sẽ về đây nhé." nhưng đường dây bận. Mikako tỉnh dậy, thấy mình đang ở trong Tracer, và Tracer đang ở trong quỹ đạo một hành tinh khí gas. Sau đó, Mikako lái Tracer đến Agartha (giả tưởng), hành tinh thứ tư của Hệ Sirius.
Giữa phim, vào 16/09/2047, Mikako gửi một email đến Noboru với chủ đề "Tớ ở đây rồi", nội dung từ Mikako 15 tuổi đến Noboru 24 tuổi. Email đó mất 8 năm, 224 ngày, 18 giờ để đến Noboru. Sau đó, Mikako bị ảo ảnh gặp một nhân vật bí ẩn. Nhân vật này trông giống Mikako nhưng nhỏ tuổi hơn. Trong khi đang nói, thứ này biến đổi thành Tarsian rồi thành một Mikako nhưng lớn tuổi hơn. Căn phòng học lúc trước lại xuất hiện nhưng Mikako thì gục trong góc khóc nức nở, van xin nhân vật kia cho gặp lại Noboru. Nhân vật kia đáp lại "Không sao đâu. Cậu sẽ gặp lại cậu ấy."
Còi báo động của con tàu vang lên, báo hiệu hàng loạt Tarsian đang đến từ khắp nơi. Cuộc chiến nổ ra. 3 trong số 4 còn tàu vũ trụ trong Hệ Sirius đã bị phá huỷ nhưng Lysithea vẫn còn và chiến thắng. Mikako để cho Tracer, giờ đã bị hư hỏng, trôi vô định trong không gian. Ở trên Trái Đất, Noboru nhận được tin sau hơn 8 năm rưỡi trong tương lai.

## Lồng tiếng
- Suzuki Chihiro vai Terao Noboru
- Mutō Sumi vai Nagamine Mikako
- Donna Burke vai Máy điều hành Lysithea

## Quá trình sản xuất
Hoshi no Koe hoàn toàn được thực hiện bởi Shinkai Makoto trên chiếc Power Mac G4. Phiên bản OVA đầu tiên, Shinkai và vợ là Shinohara Miko lồng tiếng cho hai nhân vật trong phim. Trong phiên bản DVD, phim được lồng tiếng lại bởi dàn diễn viên chuyên nghiệp.
Nhạc sĩ Tenmon, cộng sự lâu năm của Shinkai Makoto, thực hiện âm thanh và nhạc cho phim. Bài hát chủ đề phim là "THROUGH THE YEARS AND FAR AWAY(HELLO, LITTLE STAR)", soạn nhạc Tenmon, viết lời bởi K. JUNO và trình bày bởi Low (Mizusawa Yūki).
Shinkai Makoto nói rằng ông lấy cảm hứng từ hai bộ phim Dracula và Laputa.

## Manga
Manga cùng tên dựa trên OVA được định kì trên Afternoon của Nhà xuất bản Kodansha từ tháng 2 đến tháng 12 năm 2004. Kịch bản bởi Shinkai Makoto và họa sĩ là Sahara Mizu. Cốt truyện manga có phần mở rộng hơn so với OVA, trong đó kết thúc truyện, Noboru tham gia UN và tiến hành một chiến dịch giải cứu Mikako.